# Данило Кіш
Дани́ло Кіш (серб. Danilo Kiš; 22 лютого 1935, Суботіца — 15 жовтня 1989, Париж) — сербський письменник. Його вважають одним із найвидатніших сербських письменників.

## Життєпис

Данило Кіш, фото 1947 року

Мати Кіша була уродженецею Чорногорії, а батько — угорським євреєм. Під час Другої світової війни його батько загинув в німецькому концентраційному таборі Аушвіц-Біркенау. Мати з сином втекли в Угорщину, де залишались до кінця війни.
З 1954 року Кіш навчався на філософському факультеті Белградського університету, який закінчив в 1958 році.
В 1962 році було з'явилися два перші його твори: «Мансарда: сатирична поема» (Mansarda: satirična poema) та
«Псалом 44» (Psalam 44).
Довгий час Кіш працював в Белграді та Новому Саді перекладачем з угорської, французької та російської мов. Крім того він викладав сербську мову та літературу в Страсбурзі, Бордо та Ліллі.
В 1973 році Кіш був нагороджений визначною югославською літературною премією журналу НІН (NIN, Nedeljne informativne novine) за книгу «Пісочний годинник» (Peščanik).
В 1979 році, після літературних та політичних гонінь, Кіш переїхав до Франції.
З 1962 до 1981 року Кіш був одружений з Міряною Міочіновіч (Mirjana Miočinović). Після розлучення і до самої смерті жив з Паскаль Делпеш (Pascale Delpech). Помер від раку легень 15 жовтня 1989 року в Парижі, похований у Белграді.

### Українські переклади
- збірка оповідань «Енциклопедія мертвих» (Львів: «Класика», 1998)
- збірка оповідань «Гробниця для Бориса Давидовича» (Львів: «Класика», 1998)
- збірка оповідань «Книга любові і смерті» (Львів: «Піраміда», 2008)
- повість «Мансарда: сатирична поема» (Івано-Франківськ: «П'яний корабель», 2020)
- роман «Псалом 44» (Івано-Франківськ: «П'яний корабель», 2022)